# 2025年亚洲冬季运动会高山滑雪比赛
2025年亚洲冬季运动会高山滑雪比赛是2025年亚洲冬季运动会的一个比赛项目，于2025年2月8日至9日在中国哈尔滨市的亚布力滑雪场进行，此次比赛仅设男子回转和女子回转两个小项。

## 赛程
以下是高山滑雪项目的具体赛程安排：
| 日期   | 时间  | 项目           |
| ------ | ----- | -------------- |
| 2月8日 | 10:00 | 女子回转第一次 |
| 2月8日 | 12:00 | 女子回转第二次 |
| 2月9日 | 10:00 | 男子回转第一次 |
| 2月9日 | 12:00 | 男子回转第二次 |

## 奖牌榜
| 排名                     | 国家 / 地区              | 金牌 | 銀牌 | 銅牌 | 总计 |
| ------------------------ | ------------------------ | ---- | ---- | ---- | ---- |
| 1                        | 日本                     | 2    | 0    | 2    | 4    |
| 2                        | 韩国                     | 0    | 2    | 0    | 2    |
| 总计（共2个国家 / 地区） | 总计（共2个国家 / 地区） | 2    | 2    | 2    | 6    |

## 奖牌得主
| 项目     | 金牌                     | 金牌    | 银牌                 | 银牌    | 铜牌                   | 铜牌    |
| 男子回转 | 小山敬之 · 日本（JPN）   | 1:28.12 | 郑东铉 · 韩国（KOR） | 1:29.09 | 鎌田宇朗 · 日本（JPN） | 1:29.25 |
| 女子回转 | 前田知沙樹 · 日本（JPN） | 1:33.50 | 金昭希 · 韩国（KOR） | 1:34.06 | 渡邊愛蓮 · 日本（JPN） | 1:34.92 |

## 参赛代表团
以下是高山滑雪项目的参赛代表团：
- 不丹（1）
- 中国（8）
- 中华台北（3）
- 中国香港（8）
- 印度（8）
- 伊朗（2）
- 日本（8）
- 约旦（1）
- （8）
- 韩国（8）
- 科威特（2）
- （8）
- 黎巴嫩（5）
- 马来西亚（1）
- 蒙古（8）
- 尼泊尔（4）
- 巴基斯坦（1）
- 沙特阿拉伯（3）
- 新加坡（1）
- （4）
- 泰国（6）
- 阿拉伯联合酋长国（5）
- （8）